# Feivel, der Mauswanderer im Wilden Westen
Feivel, der Mauswanderer im Wilden Westen (engl.: An American Tail: Fievel Goes West) ist die erste Fortsetzung des 1986 veröffentlichten Films Feivel, der Mauswanderer. Der Zeichentrickfilm kam 1991 in die Kinos und entstand unter der Regie von Phil Nibbelink und Simon Wells, Produzent war Steven Spielberg. Anders als beim Vorgängerfilm war Don Bluth nicht beteiligt. Die Fernsehserie Feivel der Mauswanderer & seine Freunde setzt den Film fort, ebenso der Kinofilm Feivel der Mauswanderer: Der Schatz von Manhattan.

## Handlung
Feivels Familie und viele andere Mäuse müssen feststellen, dass es ihnen in New York nicht so gut geht, wie sie es sich bei der Einwanderung erhofft hatten. Die Katzen schmieden währenddessen einen Plan, um die Mäuse zu Mausburgern zu verarbeiten. Dazu wollen sie die Mäuse in den Wilden Westen locken, indem sie sie glauben lassen, dort würden Mäuse und Katzen in Frieden miteinander leben. Im Zug merkt Feivel, dass sie hereingelegt wurden. Zwar versuchen die Katzen ihn zu täuschen, doch Feivel flieht und landet in der Wildnis. Dort trifft er den Kater Tiger aus New York wieder, der ebenso nach Westen gezogen ist und nun von einem Stamm indianischer Mäuse als Gottheit verehrt wird. Während Tiger es vorzieht, bei den Indianermäusen zu bleiben, reist Feivel weiter und findet schließlich seine Familie wieder.
Die Mäuse wohnen in der Stadt Green River in leeren Dosen und Schuhen. Feivels Vater entscheidet, dass die Mauskewitz' nah ans Wasser zieht. Doch bald verschwindet das Wasser, da die Spinne Chula dessen Weg versperrt hat. Feivels Schwester, die gut singen kann, wird währenddessen von Miss Kitty für deren Saloon engagiert. Cat R. Raul plant, die Mäuse in den Saloon zu locken, um sie dort zu fangen. Zur gleichen Zeit aber findet Feivel den berühmten Hund Wylie Burp, als er die Stadt erkundet. Wylie erklärt sich bereit, Kater Tiger zum Sheriff auszubilden, sodass dieser schließlich gegen die Machenschaften von Cat R. Raul erfolgreich vorgehen kann.

## Produktion und Veröffentlichung
Der Film wurde von 1989 bis 1991 unter der Regie von Phil Nibbelink und Simon Wells bei Amblimation produziert und war der erste Film des Studios, das aus einer Zusammenarbeit von Universal Studios und Amblin Entertainment entstand. Es waren über 250 Menschen an der Produktion beteiligt. Als Produzenten waren Steven Spielberg und Robert Watts verantwortlich. Zunächst war Don Bluth, Regisseur des ersten Films, für die Regie vorgesehen. Wegen Streitigkeiten mit Steven Spielberg verließ dieser aber das Projekt. Flint Dille schrieb das Drehbuch, James Horner komponierte die Musik und Nick Fletcher war leitender Editor. Als künstlerischer Leiter wurde Neil Ross verpflichtet.
James Stewart spricht in seiner letzten Filmrolle Wylie Burp. Auch sein jahrzehntelanger deutscher Sprecher Siegmar Schneider kam hier letztmals zum Einsatz.
Premiere des Films war am 21. November 1991 in New York City, am Tag darauf startete er im Rest der Vereinigten Staaten. Es folgten Kinopremieren unter anderem in Skandinavien, Frankreich, den Niederlanden und Großbritannien, bis der Film am 25. Juni 1992 in die deutschen Kinos kam. Darüber hinaus wurde er ins Spanische, Japanische und weitere Sprachen übersetzt.

## Synchronisation
Die deutsche Synchronisation wurde von der Berliner Synchron GmbH erstellt. Für Dialogbuch und -regie war Lutz Riedel verantwortlich.
| Rolle                 | Originalsprecher | Deutscher Sprecher |
| --------------------- | ---------------- | ------------------ |
| Feivel Mauskewitz     | Phillip Glasser  | Timm Neu           |
| Tiger, die Tigerkatze | Dom DeLuise      | Edgar Ott          |
| Papa Mauskewitz       | Nehemiah Persoff | Jochen Schröder    |
| Mama Mauskewitz       | Erica Yohn       | Bettina Schön      |
| Cat R. Waul           | John Cleese      | Peter Matić        |
| Chula, die Tarantel   | Jon Lovitz       | Santiago Ziesmer   |
| Miss Kitty            | Amy Irving       | Regina Lemnitz     |
| Tanya Mauskewtiz      | Cathy Cavadini   | Angelika Milster   |
| Wylie Burp            | James Stewart    | Siegmar Schneider  |

## Rezeption
Der Film spielte weltweit etwa 40 Mio. US-Dollar ein und war damit deutlich weniger erfolgreich als sein Vorgänger Feivel, der Mauswanderer.
Halliwell’s Film Guide bewertet den Film mit zwei von vier Sternen und sieht ihn als „unterhaltsamen und motivierten Animationsfilm, der sich viele Handlungselemente aus dem klassischen Western leiht.“ In der New York Times heißt es, der Film sei keine so eindringliche Allegorie auf den Einwanderer des 19. Jahrhunderts, sondern eine eher fade und zufällig wirkende Aneinanderreihung von Abenteuern der Mauskewitz'. Die Darstellung des Wilden Westens sei überraschend dumpf und oberflächlich. Gelobt werden die (englischen) Synchronsprecher und die überdurchschnittliche Qualität der Animationen. Das deutsche Lexikon des internationalen Films schreibt: „Ein liebenswerter, kindgerecht erzählter Zeichentrickfilm, der stilvoll filmhistorische Vorbilder weiterentwickelt.“